# Malte Schröder
Malte Schröder (* 16. Februar 1987 in Bielefeld) ist ein ehemaliger deutscher Handballspieler. Er spielte im rechten Rückraum.

## Karriere
2003 wurde Malte Schröder mit der TSG Altenhagen-Heepen in der B-Jugend Vize-Westdeutscher Meister sowie 2005 mit der A-Jugend der TSG Westdeutscher Meister. Zwischen 2006 und 2009 stand Schröder beim deutschen Handballbundesligisten TBV Lemgo unter Vertrag. Zur Sammlung von Spielpraxis spielte er vornehmlich mit einem Doppelspielrecht bei der Reserve, Handball Lemgo 2, in der Regionalliga. Zudem nutzte Schröder ein Zweifachspielrecht bei der Ahlener SG in der 2. Bundesliga Nord. Im Sommer 2009 wechselte er nach Ahlen zum ASV Hamm 04/69 Handball, der später in der Spielgemeinschaft HSG Ahlen-Hamm aufging. Zur Saison 2011/12 wechselte Malte Schröder zum TuS N-Lübbecke. Ein Jahr später unterschrieb er einen Zweijahresvertrag bei MT Melsungen. Im Sommer 2016 wechselte er zum TV Emsdetten. Im Juli 2018 wurde sein Vertrag im gegenseitigen Einvernehmen aufgelöst.